# Eugene A. Chappie
Eugene Albert Chappie (ur. 28 marca 1920 w Sacramento, zm. 31 maja 1992 w Georgetown) – amerykański polityk, członek Partii Republikańskiej.

## Działalność polityczna
Od 1964 zasiadał w Zgromadzeniu Stanowym Kalifornii. W okresie od 3 stycznia 1981 do 3 stycznia 1983 przez jedną kadencję był przedstawicielem 1. okręgu, a od 3 stycznia 1983 do 3 stycznia 1987 przez dwie kadencje był przedstawicielem 2. okręgu wyborczego w stanie Kalifornia w Izbie Reprezentantów Stanów Zjednoczonych.